# Skifting
En skifting eller bytting var i folketroen et troldebarn, der var ombyttet med et menneskebarn. Motivet er kendt i hele Europa.

## I folketroen
I nordisk folketro tænkte man sig, at det var de underjordiske - ofte huldrer - som havde stjålet et menneskebarn og lagt eget afkom fra sig. For at forhindre det, sørgede man før dåben for at lægge stål eller sølv, korstegn, blade fra en salmebog eller bibel i barnets vugge.
Luther troede også på forestillingen om skiftinger. I Dessau havde han set en tolvårig dreng, der "ikke gjorde andet end at æde og skide". Luther gav det råd at få drengen druknet, "for åndssvage børn er skiftinger, født af kvinder, der har haft omgang med djævelen…De børn skal druknes, ikke af medlidenhed, men fordi djævelen hos skiftinger har taget sjælens plads".
En skifting var en slem belastning, som forældrene forsøgte at blive af med. Det almindeligste var at plage barnet, så det skreg. Da håbede man, at den rigtige mor, dvs. huldren, ville hente sit barn, og i samme omgang levere det stjålne menneskebarn tilbage. De sidste århundreders folkeoplysning fik gradvis fjernet overbevisningen om, at vanskabte eller retarderede børn sandsynligvis ikke var menneskelige, men afkom efter underjordiske skabninger som derfor kunne vanrøgtes, mishandles eller dræbes. Brødrene Grimm anførte, at skiftinger sjældent levede længere end syv år, allerhøjst 18-19 år; men familiens frygt for, at skiftingen måske alligevel kom til at opnå normal levealder - og derved belaste familien langt ud over dens resurser i uoverskuelig fremtid - gjorde det mere nærliggende at acceptere en drastisk handling.
På engelsk hed en skifting oprindeligt oaf. Fra 1560'erne kendes ordet changeling, der blev nærmest synonymt med "retarderet". Man tænkte sig, at feerne kunne foretage et bytte før dåben, og i det skotske højland blev spædbørn nøje passet på frem til da. Historikeren John Strype (1643-1737) beretter, at i hans tid skulle jordemødrene aflægge ed på, at de ikke bidrog til tyveri eller bytte af spædbørn. Denne overtro kendes fra Shakespeare og Spenser. Thomas Pennant skrev i 1796 om et skotsk forældrepar, der havde fået et barn, som skreg meget. Deraf sluttede de, at feerne havde været på spil, og at barnet var en skifting. De lagde barnet i en vugge og lod den stå hele natten under "feernes egetræ" i håb om, at tylwydd têg (= feerne) ville lægge parrets eget barn i vuggen inden morgen. Og om morgenen fandt de barnet helt stille, hvilket overbeviste dem i deres tro.
I Asbjørnsens fortælling En signekjærring (= En klog kone) hedder det, at en person "som barn havde set en bytting ude i Ringebu, ligeså blød i kroppen og leddeløs som denne".

## I nyere tid
Samen Per Utsi, født sommeren 1953 ved Karasjok, blev vanrøgtet af sin mor, fordi hun mente, han var en skifting og tilhørte de underjordiske. Hun gav ham derfor ingen mad, og kun vand at drikke. Han overlevede, fordi nabokonen Inga gav ham mad, mens politiet ignorerede sagen, selvom hun gentagne gange anmeldte sagen. Til sidst tog hun kontakt med politiet i Vadsø, som fik barnet fjernet fra hjemmet. Da var han fem år. "Skiftingen" havde tilbragt de sidste to år i en kalvebås.
I nyere tid har ordet skifting været brugt, delvist i spøg, om et barn, der opfører sig dårligt.
Selma Lagerlöf har skrevet en fortælling om en bytting. Motivet er også kendt fra August Bournonvilles ballet Et Folkesagn (1854).

## Danske sagn om skiftinger
Ved Tissø boede der en gang et ensomt par, som var meget generet af en skifting, som de underjordiske havde givet dem i stedet for deres eget barn, som ikke var blevet døbt i tide. Skiftingen løb opad væggene som en kat og råbte op, men når nogen var i værelset hos ham, sad han bare og døsede ved bordet. Han åd for fire, hvad der end blev serveret ham, men mæt blev han aldrig. Parret prøvede af al magt at blive af med ham, og til sidst fik de hjælp af en pige. En dag, mens han var ude i marken, slagtede hun en gris og puttede den i en blodpølse med hud og børster på. Den serverede hun ham. Han spiste løs, men blev alligevel betænkt efter en tid: "En blodpølse med hud og med ben i sig! Selveste djævlen kan være her nu for mig!" Så rendte han sin vej og blev aldrig set igen.
En anden skifting blev moren af med ved at varme ovnen op, til den glødede. Som aftalt spurgte pigen hende hvorfor. "For at brænde mit barn ihjel," lød svaret. Da spørgsmålet var stillet og besvaret tre gange, skubbede hun skiftingen ind i ovnen. Da kom troldkonen forfærdet med kvindens rigtige barn og hentede sit eget, med ordene: "Her er dit barn. Jeg har behandlet det bedre end du har behandlet mit." Og sandt nok var barnet både tykt og triveligt.

## Svenske sagn om skiftinger
Enhver bedstemor ved, at ilden ikke må gå ud i et værelse, hvor der ligger et udøbt barn, og at badevandet fra en nyfødt aldrig må kastes ud. Heller ikke må en nål eller anden genstand af stål fæstes til barnets bleer. Ellers risikerer man at barnet forbyttes af trolde, som det skete i Bettna for mange år siden, da en ung bondekone havde fået sit første barn. Hendes mor var nødt til at tage hjem til sig selv aftenen før barnet skulle døbes, og i hendes fravær gik ilden ud. Ingen ville have bemærket noget, hvis barnet ikke havde skreget som besat under dåben. Nogle uger senere begyndte forældrene at mærke en forandring. Barnet blev grimt at se til, skreg vedholdende, og var så griskt, at det slugte alt, det fik fat i. Det var fattige folk, og nu var de nær ved at blive spist ud af hjemmet. De var ikke i tvivl om, at barnet var en skifting, og manden opsøgte en klog gammel kone, som bød moren at gøre ild op i bageovnen tre torsdagsaftener på rad, lægge barnet på kagespaden og lade som om hun var ved at smide det ind i ilden. Det gjorde kvinden så, og den tredje aften, stod en lille vanskabt kone med onde øjne pludselig i stuen med det rigtige barn, smed det ned i vuggen, og forlangte sit eget barn tilbage. "For," sagde hun, "jeg har aldrig behandlet dit barn så dårligt, som du ville behandle mit, og jeg har aldrig skadet det, sådan som du ville skade mit." Dermed forsvandt hun ud af døren, og tog skiftingen med.
I Södermanland fortælles, at en mand, som ofte tog til Nyköping for at sælge mel, overnattede under sin vogn en sommernat, han ikke var nået hjem. Efter en tid fik han øje på en grim, vanskabt kone, der kom frem fra under en sten lige ved, bærende på et barn. Hun så sig om, inden hun lagde barnet fra sig på stenen og gik ind i huset. Kort tid efter kom hun ud igen med et andet barn, lagde det fra sig, og bar det første ind. Manden forstod, hvad der foregik, og listede forsigtigt frem, straks konen var forsvundet ind i huset. Han sikrede sig barnet på stenen og gemte det i sin frakke under vognen. Da trolden vendte tilbage, og barnet var væk, gik hun for tredje gang ind i huset, hentede barnet og forsvandt under stenen. Ved daggry gik manden ind i huset med barnet, som blev modtaget med glæde og lettelse af forældrene, som var vågnet og søgte efter det.